# مراد الهذلي
مراد الهذلي مواليد 17 فبراير 1991 في تونس، هو لاعب وسط تونسي.

## روابط خارجية
مراد الهذلي على موقع قاعدة بيانات كرة القدم.إي يو (الإنجليزية)
- مراد الهذلي على موقع Soccerway.com (الإنجليزية)